# Johannes von Schlayer

Johannes von Schlayer auf einem Foto um das Jahr 1850

Johannes Schlayer, ab 1828 von Schlayer, (* 11. März 1792 in Tübingen; † 3. Januar 1860 in Stuttgart) war ein württembergischer Staatsminister und bedeutender Beamter des 19. Jahrhunderts.

## Leben
Johannes von Schlayer war evangelisch. Er stammte aus der Ehe des Tübinger Bäckers und Universitätskastenverwalters Johann Michael Schlayer (* 1761) mit Johanna Elisabethe geb. Wetzel. Schlayer besuchte die Lateinschule in Tübingen, erhielt eine Ausbildung zum Schreiber in Mössingen und studierte seit 1806 an der Universität Tübingen unter anderem Philosophie und Jura. Seit 1816 arbeitete er als Sekretär im Departement des Kirchen- und Schulwesens (württembergisches Kultusministerium, seit 1817 mit dem Innenministerium vereinigt) und wurde 1817 Kanzleidirektor. 1822 erfolgte die Beförderung zum Oberregierungsassessor, 1824 zum Oberregierungsrat. Seit 1825 war Schlayer mit Karoline Auguste Ostertag (1808–1880) verheiratet. Das Paar hatte vier Kinder. Der Sohn wurde 1878 in den erblichen württembergischen Adelsstand erhoben.

## Politischer Werdegang

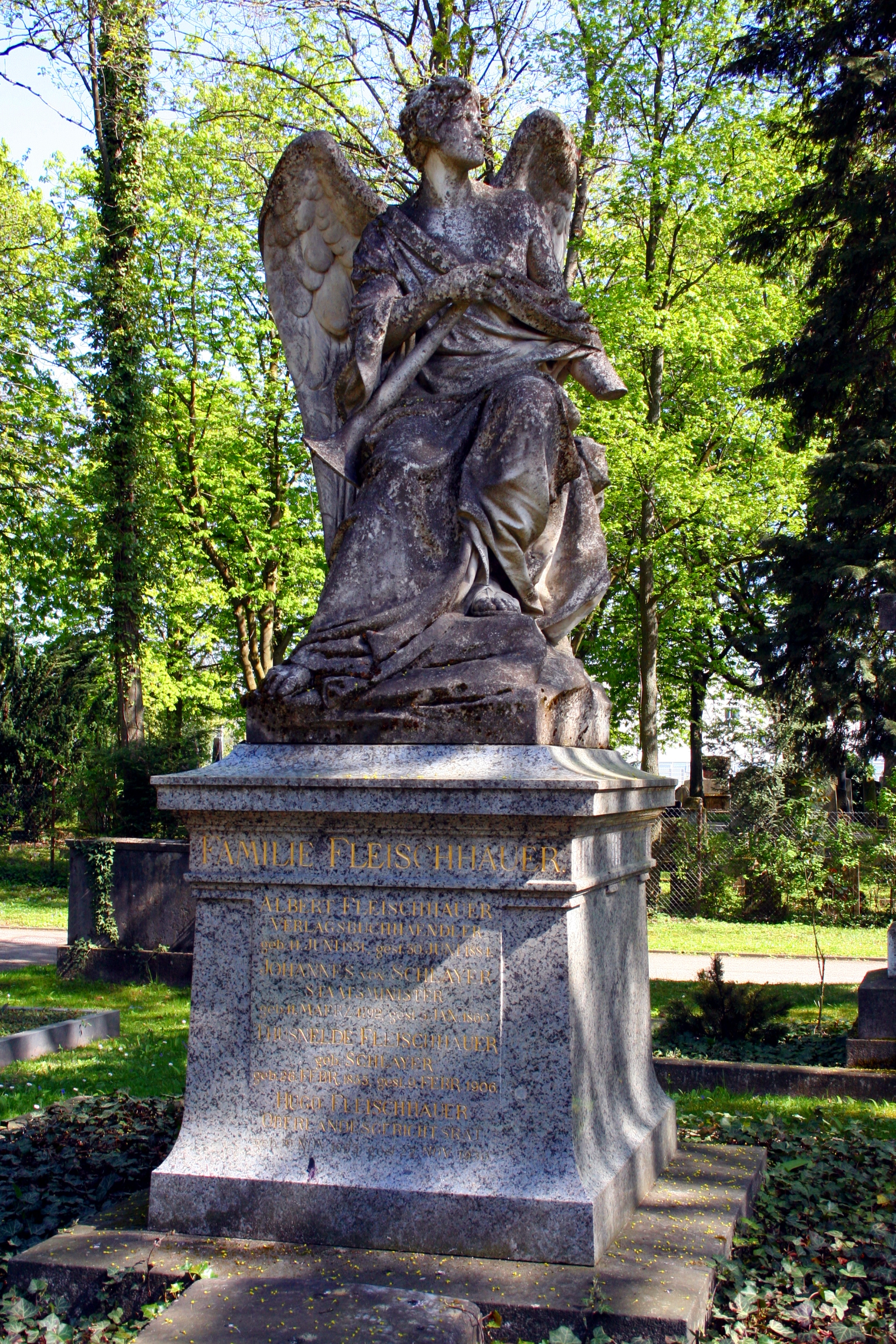
Grab auf dem Pragfriedhof Stuttgart

Von 1825 bis 1831 war Schlayer Abgeordneter für die Stadt Tübingen in der Zweiten Kammer des württembergischen Landtags. Dort zeigten sich seine rhetorischen und politischen Fähigkeiten. Am 10. August 1832 wurde er zum provisorischen Leiter des Innenministeriums ernannt, zunächst mit dem Titel eines Staatsrats, seit 1834 eines Geheimrats. Er leitete das Innen- und Kultministerium ununterbrochen bis zum 6. März 1848, seit dem 26. September 1839 schließlich mit dem Titel eines Staatsministers. In seiner Funktion als Innenminister verantwortete Schlayer den Aufbau des württembergischen Eisenbahnnetzes, wobei er sich erfolgreich für den Bau und den Betrieb in staatlicher Regie einsetzte.
Wegen der revolutionären Bewegungen des Jahres 1848 musste Schlayer wie fast alle seine Ministerkollegen (außer dem Kriegsminister) den neuen Ministern des „Märzministeriums“ von Friedrich Römer weichen. Am 28. Oktober 1849 berief ihn König Wilhelm I. erneut zum Innenminister. Schlayer war de facto der Kopf der neu gebildeten Regierung („Oktoberministerium“), die bis 2. Juli 1850 bestand. Sein Nachfolger als leitender Minister des neuen „Juliministeriums“ im Jahre 1850 wurde Joseph von Linden. Von 1856 bis zu seinem Tod im Jahre 1860 war Schlayer wieder Landtagsabgeordneter für die Stadt Tübingen in der Zweiten Kammer und befand sich dort öfters in Opposition zur Regierung Linden.

## Ehrungen
- 1828 Ritterkreuz des Ordens der Württembergischen Krone,[2] womit der persönliche württembergische Adel verbunden war
- 1834 Kommenturkreuz des Ordens der Württembergischen Krone[3]
- 1837 Ritterkreuz des Friedrichs-Ordens[4]